# Kalervo Toivonen
Kalervo Toivonen, född 22 januari 1913 i Salo, död 25 juli 2006 i Åbo, var en finländsk friidrottare.
Toivonen blev olympisk bronsmedaljör i spjutkastning vid sommarspelen 1936 i Berlin.